# Pseudoleskea trichodes
Pseudoleskea trichodes är en bladmossart som beskrevs av Bescherelle 1887. Pseudoleskea trichodes ingår i släktet Pseudoleskea och familjen Leskeaceae. Inga underarter finns listade i Catalogue of Life.